# Politieke partijen in Rusland
Dit artikel geeft een overzicht van de politieke partijen in Rusland.

## De partijen

### Partijen in deStaatsdoema
| Partijen in de Staatsdoema (2021)                    | Partijen in de Staatsdoema (2021)                | Partijen in de Staatsdoema (2021) | Partijen in de Staatsdoema (2021)    | Partijen in de Staatsdoema (2021)                                                             | Partijen in de Staatsdoema (2021) | Partijen in de Staatsdoema (2021) | Partijen in de Staatsdoema (2021) |
| Afbeelding                                           | Partij                                           | Russisch                          | Richting                             | Ideologie                                                                                     | %                                 | Zetels                            | Nationale affiliatie              |
| ---------------------------------------------------- | ------------------------------------------------ | --------------------------------- | ------------------------------------ | --------------------------------------------------------------------------------------------- | --------------------------------- | --------------------------------- | --------------------------------- |
| Logo Verenigd Rusland                                | Verenigd Rusland                                 | Единая Россия                     | Syncretisch (Rechts)                 | Nationaal-conservatisme Etatisme (minderheid: economisch liberalisme) Conservatisme Centrisme | 49,8%                             | 324 / 450                         | Al-Russisch Volksfront            |
| Logo KPRF                                            | Communistische Partij van de Russische Federatie | КПРФ                              | Extreemlinks                         | Marxisme-leninisme Sovjetpatriottisme Sociaal-conservatisme Linksnationalisme                 | 18,9%                             | 57 / 450                          |                                   |
| Logo Rechtvaardig Rusland                            | Rechtvaardig Rusland - Voor de Waarheid          | Справедливая Россия               | Centrumrechts tot Links              | Sociaaldemocratie Socialisme Nationalisme Sociaal-conservatisme Links conservatisme           | 7,5%                              | 27 / 450                          | Al-Russisch Volksfront            |
| Vlag van de LDPR                                     | Liberaal-Democratische Partij van Rusland        | ЛДПР                              | Extreemrechts                        | Nationalisme Conservatisme Fascisme Monarchisme Rechts populisme Gemengde economie            | 7,5%                              | 21 / 450                          |                                   |
| Logo van de Nieuwe mensen                            | Nieuwe Mensen                                    | Новые люди                        | Centrum tot Centrumrechts            | Communitarisme Liberalisme                                                                    | 5,3%                              | 13 / 450                          | Al-Russisch Volksfront            |
| Logo Rodina                                          | Rodina                                           | Родина                            | Rechts tot Extreemrechts Syncretisch | Nationaal-conservatisme Sociaal-conservatisme Linksnationalisme Nationalisme Etatisme         | 0,5%                              | 1 / 450                           | Al-Russisch Volksfront            |
| Logo Partij voor Groei                               | Partij voor Groei                                | Партия Роста                      | Centrumrechts                        | Liberaal conservatisme Economisch liberalisme                                                 | 0,5%                              | 1 / 450                           | Al-Russisch Volksfront            |
| Logo Burgerplatform                                  | Burgerplatform                                   | Гражда́нская Платфо́рма             | Centrumrechts                        | Liberaal conservatisme Economisch liberalisme                                                 | 0,2%                              | 1 / 450                           | Al-Russisch Volksfront            |
| Bron: Samenstelling Staatsdoema na verkiezingen 2021 |                                                  |                                   |                                      |                                                                                               |                                   |                                   |                                   |

### Partijen in regionale parlementen
| Regionale politieke partijen                         | Regionale politieke partijen                                    | Regionale politieke partijen | Regionale politieke partijen | Regionale politieke partijen                                                             | Regionale politieke partijen         | Regionale politieke partijen | Regionale politieke partijen |
| Afbeelding                                           | Partij                                                          | Russisch                     | Richting                     | Ideologie                                                                                | Zeteltotaal in Regionale parlementen | Nationale affiliatie         |                              |
| ---------------------------------------------------- | --------------------------------------------------------------- | ---------------------------- | ---------------------------- | ---------------------------------------------------------------------------------------- | ------------------------------------ | ---------------------------- | ---------------------------- |
|                                                      | Russische Partij van Gepensioneerden voor Sociale Gerechtigheid | РППСС                        | Centrum                      | Sociaal-conservatisme Belangen van ouderen Sociale gerechtigheid                         | 16 / 3.994                           |                              |                              |
| Logo Jabloko                                         | Jabloko                                                         | Яблоко                       | Centrum tot Centrumlinks     | Liberalisme Sociaalliberalisme Sociaaldemocratie Economisch liberalisme Pro-Europeanisme | 13 / 3.994                           |                              |                              |
| Logo Communisten van Rusland                         | Communisten van Rusland                                         | Коммунисты России            | Extreemlinks                 | Communisme Marxisme-leninisme Stalinisme                                                 | 7 / 3.994                            |                              |                              |
|                                                      | Russische Ecologische Partij "De Groenen"                       | Зелёные                      | Centrum tot Centrumlinks     | Groene politiek Agrarisme Centrisme                                                      | 4 / 3.994                            | Al-Russisch Volksfront       |                              |
| Logo Russische Partij voor Vrijheid en Gerechtigheid | Russische Partij voor Vrijheid en Gerechtigheid                 | РПСС                         | Centrumlinks                 | Nationalisme Sociaaldemocratie                                                           | 3 / 3.994                            |                              |                              |
| Logo Zakenpartij                                     | Zakenpartij                                                     | Партия дела                  | Centrum                      | Linksnationalisme Agrarisme Economisch nationalisme                                      | 2 / 3.994                            |                              |                              |
|                                                      | Groen Alternatief                                               | ЗА!                          | Centrumlinks                 | Groene politiek Pro-Europeanisme                                                         | 2 / 3.994                            |                              |                              |
| Logo Partij voor Directe Democratie                  | Partij voor Directe Democratie                                  | ППД                          | Centrumrechts                | Directe democratie E-Democratie                                                          | 2 / 3.994                            |                              |                              |

#### Andere geregistreerde partijen
| | Burgerkracht                          | Гражданская сила              | Centrumlinks                   | Groenliberalisme |
| Logo Democratische Partij van Rusland | Democratische Partij van Rusland      | Демократическая Партия России | Centrumrechts tot Rechts       | Conservatisme Pro-Europees                                                                                                |
| Logo Eurazië-partij | Eurazië-partij                        | Партия «Евразия»              | Extreemrechts                  | Eurazianisme Fascisme Traditioneel conservatisme Antiliberalisme Anti-Westers sentiment Anti-Amerikanisme                 |
| Logo Nationale Bevrijdingsbeweging | Nationale Bevrijdingsbeweging(a)      | НОД                           | Extreemrechts                  | Nationalisme Antiliberalisme Traditioneel conservatisme Anti-Amerikanisme Anti-Westers sentiment                          |
| Logo Russische Volksunie | Russische Volksunie                   | РОС                           | Syncretische politiek (Rechts) | Nationalisme Sociaal-conservatisme Nationaal-conservatisme Traditioneel conservatisme Panslavisme Conservatief socialisme |
| Logo Partij van de Russische Wedergeboorte | Partij van de Russische Wedergeboorte | ПВР                           | Centrumlinks                   | Democratisch socialisme Nationalisme Sociaal-conservatisme                                                                |
| Logo Volksvrijheidspartij | Volksvrijheidspartij                  | ПАРНАС                        | Centrumrechts                  | Klassiek liberalisme Economisch liberalisme Pro-Europeanisme Atlanticisme                                                 |
| (a): Met één zetel in de Staatsdoema vertegenwoordigd, maakt deel uit van de fractie van Verenigd Rusland; aangesloten bij het Al-Russisch Volksfront |                                       |                               |                                | |

### Historische, ongeregistreerde of verboden partijen

#### Ongeregistreerde partijen
- Monarchistische Partij
- Russische Communistische Arbeiderspartij – Revolutionaire Partij van Communisten

#### Historische partijen (selectie)
| Historische politieke partijen - Alfabetisch gerangschikt | Historische politieke partijen - Alfabetisch gerangschikt                          | Historische politieke partijen - Alfabetisch gerangschikt | Historische politieke partijen - Alfabetisch gerangschikt | Historische politieke partijen - Alfabetisch gerangschikt | Historische politieke partijen - Alfabetisch gerangschikt | Historische politieke partijen - Alfabetisch gerangschikt |
| Afbeelding | Partij                                                                             | Russisch                                                  | Richting                                                  | Ideologie | Periode                                                   |                                                           |
| --- | ---------------------------------------------------------------------------------- | --------------------------------------------------------- | --------------------------------------------------------- | --- | --------------------------------------------------------- | --------------------------------------------------------- |
| Logo Agrarische Partij van Rusland | Agrarische Partij van Rusland                                                      | АПР                                                       | Links (1993-2008) Centrum tot centrumlinks (2012-2019)    | Agrarisch socialisme (1993-2008) Collectivisme (1993-2008) Agrarisme (2012-2019) Centrisme (2012-2019) | 1993-2008 2012-2019                                       |                                                           |
| Logo Communistische Partij van RSFSR | Communistische Partij van de Russische Sovjet Federatieve Socialistische Republiek | КП РСФСР                                                  | Links                                                     | Communisme Marxisme-leninisme Sovjetpatriottisme | 1990-1991(a), (c)                                         |                                                           |
| | Front voor Nationale Redding                                                       | ФНС                                                       | Syncretische politiek                                     | Communisme Nationalisme Conservatisme Etatisme Nationaal-bolsjewisme | 1992-1993(a)                                              |                                                           |
| | Congres van Russische Gemeenschappen                                               | Конгресс русских общин                                    | Rechts                                                    | Traditioneel conservatisme Nationalisme Monarchisme Anti-Amerikanisme Anti-Westers sentiment | 1992-2004 2006-2012                                       |                                                           |
| Logo Kadettenpartij | Constitutioneel-Democratische Partij (Kadetten)                                    | Кадеты                                                    | Centrum (met centrumlinkse en centrumrechtse fracties)    | Liberale democratie Constitutioneel monarchisme Klassiek liberalisme Sociaalliberalisme | 1905-1917                                                 |                                                           |
| Logo Het Andere Rusland | Het Andere Rusland                                                                 | Другая Россия                                             | Syncretische politiek                                     | Big tent Liberale democratie Sociaaldemocratie Liberalisme Staatsnationalisme Nationaal-bolsjewisme | 2006-2010                                                 |                                                           |
| Logo Linkse Sociaal-Revolutionaire Partij | Linkse Sociaal-Revolutionaire Partij                                               | Левые эсеры                                               | Extreemlinks                                              | Socialisme Agrarisch socialisme Revolutionair socialisme | 1917-1921(a)                                              |                                                           |
| Logo Nationaal-Bolsjewistische Partij | Nationaal-Bolsjewistische Partij (Nazbols)                                         | нацболы                                                   | Syncretische politiek                                     | Nationaal-bolsjewisme Linksnationalisme Populisme Strasserisme | 1993-2007(a)                                              |                                                           |
| | Nationaal-Republikeinse Partij van Rusland                                         | НРПР                                                      | Extreemrechts                                             | Nationalisme Economisch nationalisme Traditioneel conservatisme Marktsocialisme Orthodox Christenfundamentalisme | 1990-1998                                                 |                                                           |
| Vlag Volkswil | Nationale Heroplevingspartij "Volkswil"                                            | Народная Воля                                             | Syncretische politiek Rechts                              | Nationalisme Sociaal-conservatisme Linksconservatisme Populisme | 2001-2007                                                 |                                                           |
| | Pamjat                                                                             | Память                                                    | Extreemrechts                                             | Nationalisme Neonazisme Monarchisme Traditioneel conservatisme Economisch nationalisme Antizionisme Orthodox Christenfundamentalisme                                                                                    | 1980- ?                                                   |                                                           |
| Logo Patriotten van Rusland | Patriotten van Rusland                                                             | Патриоты России                                           | Links                                                     | Linksnationalisme Democratisch socialisme Sovjetpatriottisme | 2005-2021                                                 |                                                           |
| | Progressief Blok                                                                   | Прогрессивный блок                                        | Centrum tot Centrumrechts                                 | Liberalisme Nationalisme Liberaal conservatisme Constitutioneel monarchisme | 1916-1917                                                 |                                                           |
| | Progressieve Partij                                                                | Прогрессисты                                              | Centrumrechts                                             | Conservatief-liberalisme Liberalisme Constitutioneel monarchisme | 1907-1917                                                 |                                                           |
| Logo Russische Fascistische Partij | Russische Fascistische Partij                                                      | Рфп                                                       | Extreemrechts                                             | Fascisme Conservatisme Corporatisme Antisemitisme | 1931-1943                                                 |                                                           |
| Logo Rechtse Zaak | Rechtvaardige (of Rechtse) Zaak                                                    | ПД                                                        | Centrumrechts tot Rechts                                  | Conservatisme Liberaal conservatisme Klassiek liberalisme Economisch liberalisme | 2008-2016(b)                                              |                                                           |
| | Russische Partij van het Leven                                                     | РПЖ                                                       | Centrum tot Centrumlinks                                  | Nationalisme Nationaal-liberalisme Groene politiek | 2002-2006                                                 |                                                           |
| | Russische Partij voor Sociaaldemocratie                                            | РПСД                                                      | Centrum                                                   | Sociaaldemocratie Conservatief socialisme Economisch liberalisme Gemengde economie | 1994-2002                                                 |                                                           |
| Vlag RSDAP | Russische Sociaaldemocratische Arbeiderspartij                                     | РСДРП                                                     | Links tot Extreemlinks                                    | Marxisme Mensjewisme Bolsjewisme Sociaaldemocratie Democratisch socialisme Revolutionair socialisme | 1898-1918                                                 |                                                           |
| | Sociaaldemocratische Partij van Rusland                                            | СДПР                                                      | Centrumlinks                                              | Sociaaldemocratie | 2001-2007                                                 |                                                           |
| Logo Esers | Sociaal-Revolutionaire Partij                                                      | Эсеры                                                     | Links tot Extreemlinks                                    | Democratisch socialisme Agrarisch socialisme Terrorisme Volkssocialisme | 1902-1921(a)                                              |                                                           |
| | Unie van 17 Oktober                                                                | Октябристы                                                | Centrumrechts                                             | Reformisme Liberaal conservatisme Nationalisme Constitutioneel monarchisme | 1905-1917                                                 |                                                           |
| Logo Volkswil | Wil van het Volk                                                                   | Народная воля                                             | Links                                                     | Volkssocialisme Agrarisch socialisme Terrorisme (tot ca. 1906) | 1879-1884                                                 |                                                           |
| | Troedoviken (Partij van de Arbeid)                                                 | Трудовая группа                                           | Centrumlinks tot Links                                    | Socialisme Volkssocialisme | 1906-1921(a)                                              |                                                           |
| Logo Unie van het Russische Volk | Unie van het Russische Volk                                                        | Союз русского народа                                      | Extreemrechts                                             | Absolute monarchie Anti-liberalisme Antisemitisme Nationalisme Conservatisme Xenofobie Antikatholicisme Zwarthonderdisme Panslavisme Rechts populisme Anti-Westers sentiment Jodenhaat Orthodox Christenfundamentalisme | 1905-1917(d)                                              |                                                           |
| Logo Unie van Rechtse Krachten | Unie van Rechtse Krachten                                                          | СПС                                                       | Centrumrechts tot Rechts                                  | Liberalisme Liberaal conservatisme Economisch liberalisme | 1999-2008                                                 |                                                           |
| | Unie van Sociaaldemocraten                                                         | ССД                                                       | Centrumlinks                                              | Sociaaldemocratie | 2007-2013                                                 |                                                           |
| | Unie van Sociaal-Revolutionaire Maximalisten                                       | Союз социалистов-революционеров-максималистов             | Extreemlinks                                              | Revolutionair socialisme Volkssocialisme Terrorisme | 1906-1917                                                 |                                                           |
| Logo Volkssocialistische Partij | Volkssocialistische Partij                                                         | Народно-социалистическая партия                           | Centrumlinks                                              | Volkssocialisme Agrarisch socialisme | 1906-1918                                                 |                                                           |
| Logo Voor de Waarheid | Voor de Waarheid                                                                   | За правду                                                 | Syncretische politiek                                     | Linksconservatisme Antiliberalisme Nationaal-bolsjewisme Anti-Westers sentiment | 2020-2021(e)                                              |                                                           |
| | Voor een Heilig Rusland                                                            | За Русь святую                                            | Syncretische politiek (Rechts)                            | Nationalisme Traditioneel conservatisme Etatisme Rechts socialisme Orthodox Christenfundamentalisme | 2001-2005                                                 |                                                           |
| Logo Voor Verantwoordelijk Bestuur | Voor Verantwoordelijk Bestuur                                                      | ИГПР ЗОВ                                                  | Syncretische politiek                                     | Linksnationalisme Neostalinisme Antisemitisme Democratie Sovjetpatriottisme Anti-bureaucratisch | 2011-2015                                                 |                                                           |
| (a): Verboden - (b): Opgegaan in de Partij voor Groei - (c): Opgevolgd door de Communistische Partij van de Russische Federatie - (d): Heroprichting in 2005 - (e): Gefuseerd met Rechtvaardig Rusland tot de partij Rechtvaardig Rusland - Voor de Waarheid |                                                                                    |                                                           |                                                           | |                                                           |                                                           |